# Marcel Collet
Marcel Collet (* 22. Juli 1901 in Nizza; † 5. November 1965 in Bar-sur-Seine) war ein französischer Autorennfahrer.

## Karriere als Rennfahrer
Marcel Collet startete 1925 gemeinsam mit Jean Porporato beim 24-Stunden-Rennen von Le Mans. Der eingesetzte Werks-D.F.P. VA blieb vor dem ersten Boxenstopp ohne Benzin auf der Strecke liegen.

## Statistik

### Le-Mans-Ergebnisse
| Jahr | Team                                  | Fahrzeug  | Teamkollege    | Platzierung | Ausfallgrund |
| ---- | ------------------------------------- | --------- | -------------- | ----------- | ------------ |
| 1925 | Automobiles Doriot-Flandrin-Parant SA | D.F.P. VA | Jean Porporato | Ausfall     | kein Benzin  |